# Емірейтс Клаб
Культурний та спортивний клуб «Емірейтс» або просто «Емірейтс Клаб» (араб. نادي الإمارات الثقافي الرياضي) — еміратський футбольний клуб з міста Рас-ель-Хайма, який виступає в Чемпіонаті ОАЕ.

## Досягнення
- Перший дивізіон Чемпіонату ОАЕ
  -  Чемпіон (1): 2012–13

- Кубок Президента ОАЕ:
  -  Володар (1): 2009–10

- Суперкубок ОАЕ
  -  Володар (1): 2010

## Відомі гравці
- Амер Діб
- Хоссейн Каабі
- Джавад Каземян
- Расул Хатібі
- Реза Енаяті
- Олександр Гейнрих
- Андрес Іньєста

## Відомі тренери
- Зоран Джорджевич (1981–82)
- Акрам Ахмад Сальман (1996–97)
- Райнгард Фабіш (2005–07)
- Ебрахім Гасемпур (1 січня 2009 – 10 вересня 2009)
- Ахмед Аль-Аджлані (2009–10)
- Газі Граїрі (2010–11)
- Халід Аль-Суваді (13 грудня 2011 – 31 грудня 2011)
- Лофті Бензараті (1 січня 2012 – 8 жовтня 2012)
- Жуніор дос Сантос (2012–13)
- Сержіо Алешандре (2013)
- Еїд Барут (30 травня 2013 – 8 грудня 2013)
- Пауло Комеллі (9 грудня 2013–)